# Calonotos triplaga
Calonotos triplaga är en fjärilsart som beskrevs av George Francis Hampson 1909. Calonotos triplaga ingår i släktet Calonotos och familjen björnspinnare. Inga underarter finns listade i Catalogue of Life.